# Man Under Cover
Man Under Cover è un film giallo del 1922 diretto da Tod Browning.